# Valdiviana
Valdiviana är ett släkte av tvåvingar. Valdiviana ingår i familjen storharkrankar.
Kladogram enligt Catalogue of Life:
| Valdiviana | \| \| Valdiviana edwardsina \| \| \| \| \| \| Valdiviana shannonina \| \| \| \| \| \| Valdiviana synempora \| \| \| \| |
|            | \| \| Valdiviana edwardsina \| \| \| \| \| \| Valdiviana shannonina \| \| \| \| \| \| Valdiviana synempora \| \| \| \| |
|            | Valdiviana edwardsina                                                                                                  |
|            | |
|            | Valdiviana shannonina                                                                                                  |
|            | |
|            | Valdiviana synempora                                                                                                   |
|            | |